# Geissorhiza ornithogaloides
Geissorhiza ornithogaloides (лат.) — небольшое многолетнее травянистое клубнелуковичных растение, вид рода Geissorhiza семейства Ирисовые (Iridaceae). Эндемик ЮАР.

## Разновидности
Описано два подвида:
- Geissorhiza ornithogaloides subsp. flava (Klatt) Goldblatt & J.C.Manning
- Geissorhiza ornithogaloides subsp. ornithogaloides

## Описание
G. ornithogaloides — небольшой многолетний травянистый геофит, достигающий высоты 40-70 (-100) мм. Клубнелуковица яйцевидная либо колокольчатая с широким плоским основанием, 4-6 мм в самом широком диаметре. Чешуйки средне-коричневые, концентрические, либо фрагментированные на эллиптические, либо неправильные секции, когда колокольчатые, нижние края мелко зазубрены. Стебель прямой, обычно ответвляющийся от стеблевых листьев. Листья обычно 4, два из них — базальные, от линейных до ланцетных, прямостоячие до серповидных, шириной 1-3 мм, плоские; два верхние листа стеблевые и обвёртывающие снизу, обвёртки часто вздутые. Соцветие — колос 1 (редко 2)-цветковый; прицветники зелёные, становятся сухими наверху, 7-10 мм длиной. Цветки актиноморфные, ярко-жёлтые; трубка околоцветника 2-4 (-5) мм длиной, включена в прицветники; листочки околоцветника обратнояйцевидные, (6-)8-15(-18) x 3,5-6,0 мм. Тычиночные нити прямые, равные, 2-4 мм длиной; пыльники 3-6 мм длиной, жёлтые; пыльца жёлтая. Завязь 2 мм длиной. Столбик делится напротив вершины пыльников, ветви 2-3(-4) мм длиной. Плоды — коробочки обратнояйцевидные по форме, 7-9 мм длиной, обычно превышают прицветники.

## Распространение и местообитание
G. ornithogaloides — эндемик ЮАР. Произрастает в Западно-Капской провинции. Встречается от горного массива Седерберг до Хьюмасдорпа. Простирается в Западной Капской провинции от Кудеберга около Вупперталя на севере Седерберга на юг до Паарла и на восток через округ Вустер и внутреннюю часть южной Западно-Капской провинции до Компани-Дрифт в Лонгклоф в Восточно-Капской провинции. Предпочитает каменистый песчаник и глинистую почву, растёт на равнинах и горных склонах. В основном встречается на глинистых равнинах и нижних склонах, иногда тонкая каменистая песчаниковая почва. Восточный финбош-реностервельд.